# Muralla medieval de Valencia

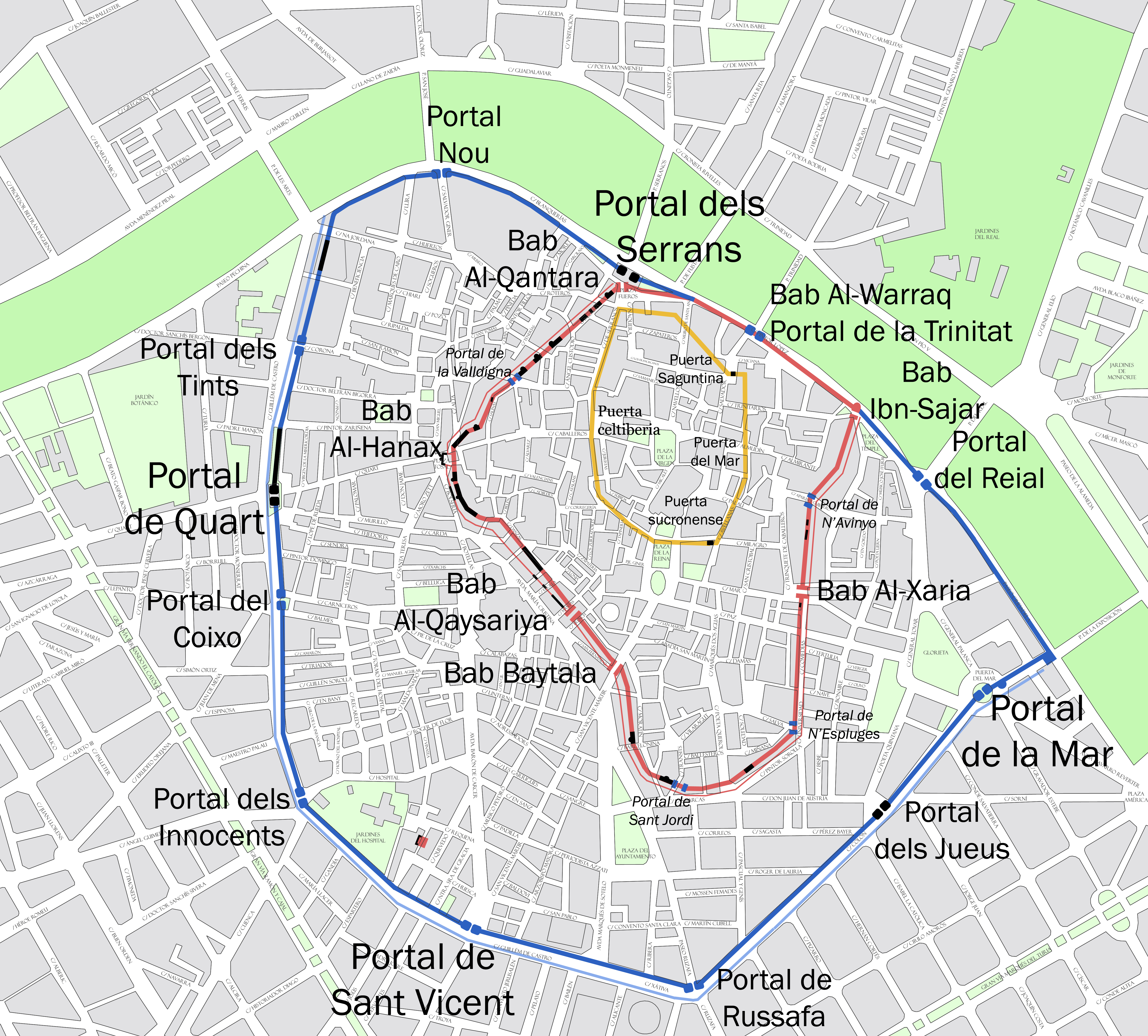
Situación de las murallas medievales, en azul, con sus portales mayores, menores y portillos de la ciudad de Valencia.

La muralla medieval de Valencia era un perímetro amurallado que rodeó la ciudad de Valencia (España) desde que fue levantada por orden de Pedro el Ceremonioso entre 1356 y 1370, hasta su derribo en el XIX a iniciativa del gobernador civil Cirilo Amorós Pastor.
Los restos que aún perduran están catalogados como bien de interés cultural con código 46.15.250-182.

## Historia

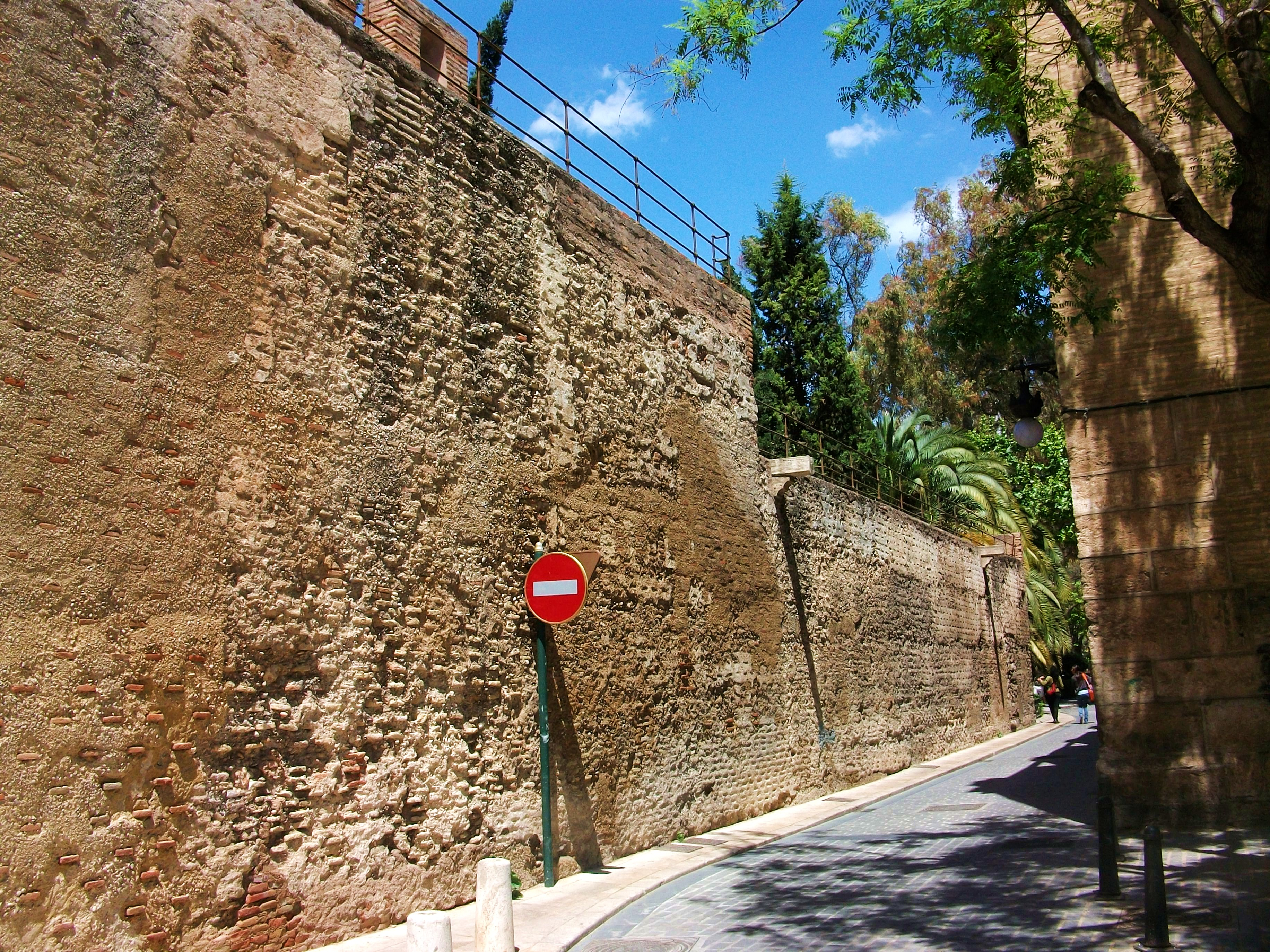
Lienzo junto a las Torres de Cuart.

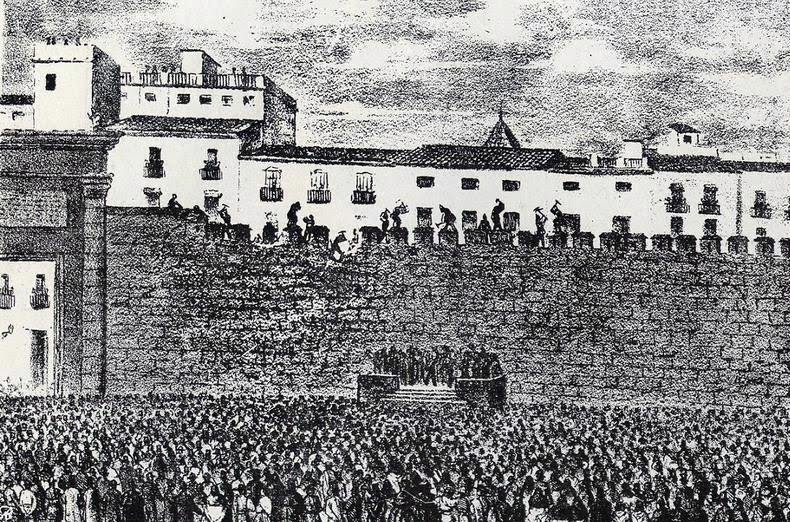
Inicio de la demolición, 20 de febrero de 1865, junto a la Puerta del Real.

Valencia tuvo otras murallas antes de estas. Hubo un recinto amurallado romano y posteriormente otro musulmán. Las murallas medievales de Valencia se refieren a las edificadas ya bajo dominio de la Corona de Aragón y que extendían el área protegida por las musulmanas. Se alcanzaba una superficie intramuros de 142 ha.
Se comenzaron a construir en 1356 por el maestro picapedrero Guillem Nebot, finalizándose su edificación en 1370. Incluía dentro los nuevos arrabales más próximos a la muralla árabe. La urgencia de su edificación derivaba de la Guerra de los dos Pedros.
En 1356 Pedro IV de Aragón impulsó a los Jurados de la ciudad a construir un nuevo recinto amurallado que incluyese los arrabales. De esta obra se encargó una junta municipal que en 1406 se transformaría en la Fàbrica de Murs i Valls, organismo encargado de su mantenimiento.
La rápida construcción hizo que inicialmente fuera una estructura débil, ya que los muros eran de tapial y estaban reforzados por tierra extraída del foso que se había excavado ante la muralla. Los puntos más sólidos eran las puertas, donde los muros eran normalmente de piedra picada y estaban defendidos por torres.
Los Jurados reconstruyeron el tramo norte en piedra, construyendo también las Torres de Serranos (1392-1398) en donde anteriormente había una puerta, la de Roteros, que a su vez aprovechaba la Puerta de Alcántara que era parte de la muralla musulmana. En este sector se añadió en 1398 la torre de Santa Bárbara o del Águila.
También en el tramo norte se inició la construcción en 1390 del Portal Nuevo de la Santa Cruz (Portal Nou, el nombre perdura en la toponimia del siglo XXI) aunque su finalización no llegaría hasta 1471.
En el extremo noroeste del recinto estuvo la torre de Santa Catalina, edificada en las mejoras de 1390. Esta torre fue derribada en 1772, reconstruida en 1833 y vuelta a derribar definitivamente en 1865.
La parte occidental del recinto no estaba totalmente urbanizada. Incluía el burdel (Bordell), que era un barrio cerrado, así como el antiguo arrabal de Roteros y también muchos huertos. Hacia el Camino de Castilla, que entraba por las Torres de Cuart, estaba la Morería, otro barrio cerrado.
En el siglo XIX se llevó a cabo la demolición de las murallas, con excepción de las torres de Serranos y Cuart. En 1850 el cronista e historiador Vicente Boix se refería así a la muralla: "La Valencia de hoy no es la ciudad de hace cuarenta años: ha crecido en población, y no parece sino que apretujada y estrecha reclama salvar el muro que la ciñe para derramarse por la otra parte del Turia, y respirar mejor". Esta medida contaba con la oposición del ejército, el cual se atribuía la propiedad de las mismas. Sin embargo, Cirilo Amorós, gobernador civil interino, inició el derribo en 1865 con el pretexto de dar trabajo a los obreros en paro a consecuencia de la crisis de la industria textil.

## Descripción

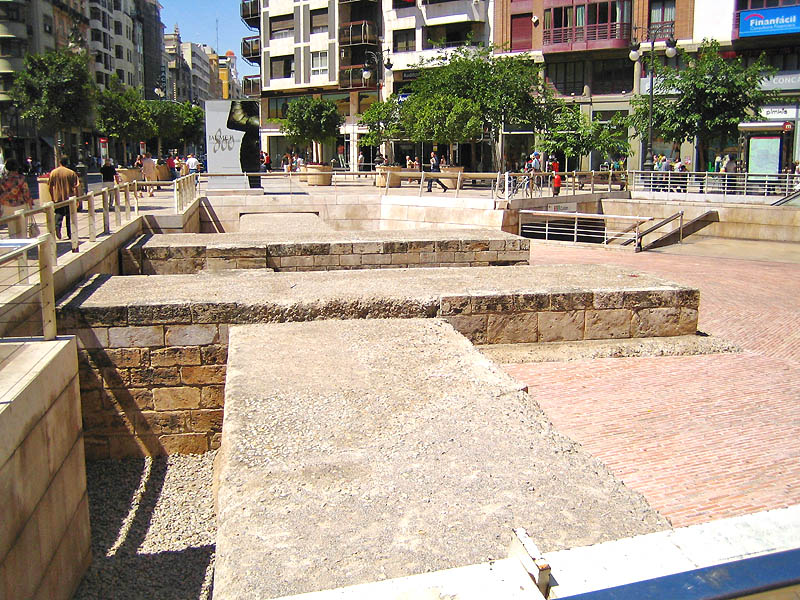
Puerta de los Judíos.

La muralla tenía una longitud de cuatro kilómetros. Incluía cuatro grandes puertas (portals grans), que eran las de Serranos, orientada al norte; la del Mar, al este; la de San Vicente, al sur; y la de Cuart, al oeste.
A estas puertas mayores se añadían otras menores (portals xics), que inicialmente eran nueve: de los Judíos (Jueus), de Ruzafa (Russafa), de los Inocentes o de Torrente (Torrent), del Cojo o de las Dieciséis Llaves (del Coixo o de les  Setze Claus), de los Tintes (Tints), Portal Nuevo o de San José (Portal Nou), Portal de la Trinidad (Trinitat), dels Blanquers y Puerta del Real. Circunstancias posteriores llevaron a la apertura de nuevos accesos.
El Portal de los Tintes, también conocido desde el siglo XVI como Portal de la Corona, fue construido en 1356. Era un portal menor que se cerró y reabrió en varias ocasiones por seguridad y en tiempos de peste. Por su condición de portal menor, en algunos periodos se impidió su uso por carruajes o caballerías mediante barras de hierro.
Junto al Portal de los Tintes se edificó una torre, que con la construcción del Convento de la Corona se conoció como Torre de la Corona, debido a que los religiosos franciscanos, autorizados por la Junta de Murs i Valls, vivieron inicialmente en dicha torre.
El recinto comprendido dentro de los muros no estaba todo él construido, habiendo espacios libres e incluso huertos en algunos sectores. Asimismo las murallas árabes no fueron derribadas, de forma que servían de segunda línea defensiva y también para la separación de barrios, como la judería entre otros.

## Emplazamiento

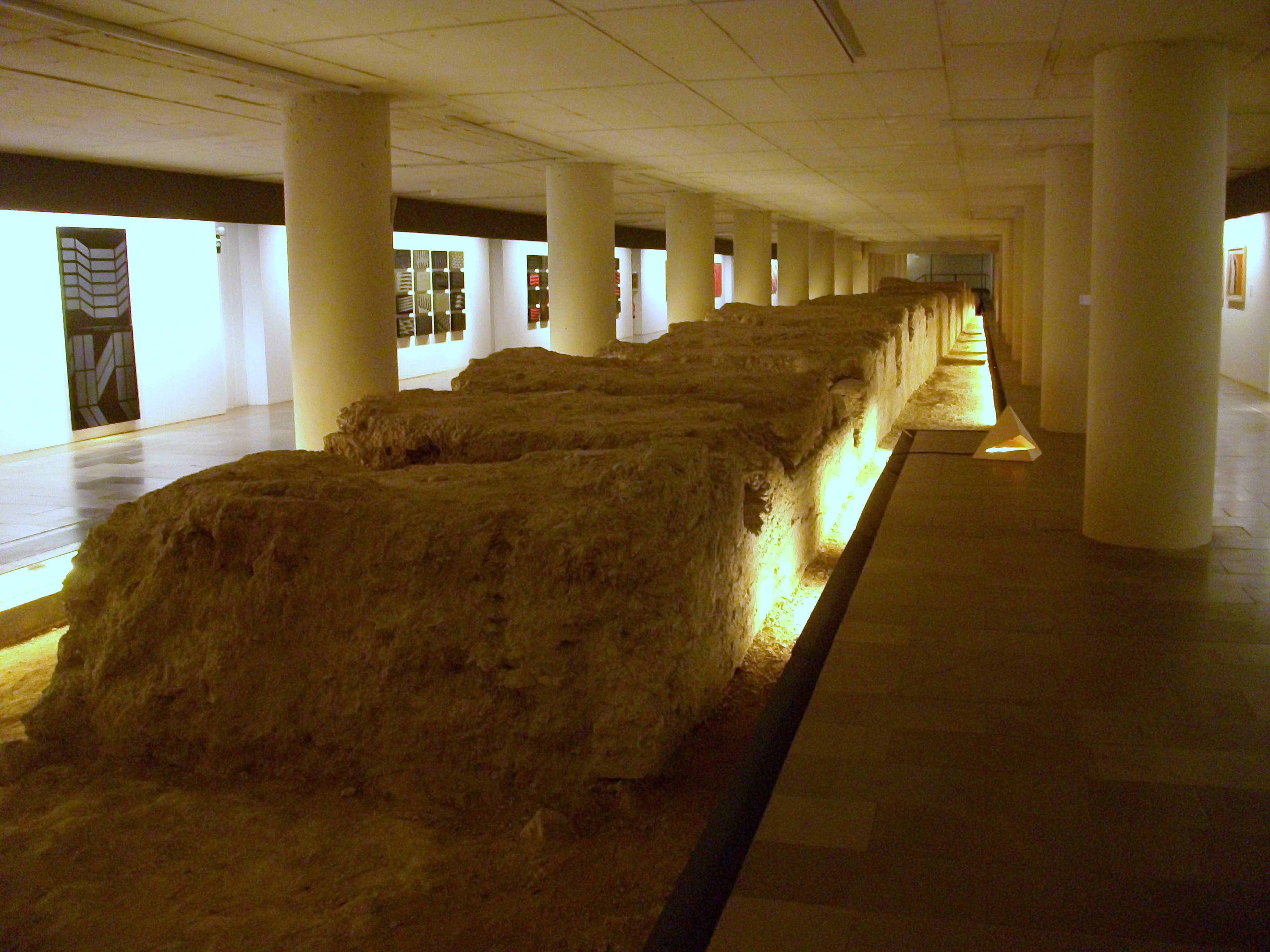
Restos de la muralla visibles en el IVAM.

Las murallas seguían la orilla sur del río Turia desde el actual Puente de las Artes, pasando por las Torres de Serranos, hasta el Paseo de la Ciudadela. Seguían por las actuales calles de Colón y Játiva hasta la de Guillem de Castro -en donde se encuentran las Torres de Cuart- volviendo al punto inicial y cerrando el círculo. Se aprecian a simple vista sobre la trama urbana de inicios del siglo XXI.

### En elsigloXXI
En 2023 pueden verse restos de las murallas medievales de Valencia en diversos emplazamientos:
- Torres de Serranos, que formaban parte del recinto.
- Torres de Cuart, que formaban parte del recinto y al norte de las cuales aún existe un tramo del lienzo.
- En la plaza de los Pinazos, junto a una de las salidas de la estación de metro de Colón, se encuentran los restos de la Puerta de los Judíos.
- Hay un tramo de muralla visitable en el recinto del Instituto Valenciano de Arte Moderno.

## Ver también
- Muralla árabe de Valencia
- Torres de Serranos
- Torres de Cuart